# Kapela sv. Ante u Hudeču
Kapela sv. Ante u Hudeču, MZ Bukinje kod Tuzle je rimokatolička kapela. Filijalna je crkva tuzlanske samostanske župe sv. Petra i Pavla.

## Vanjske poveznice
- Kamenjar.com Kapela
- Wikimapia Katolička kapela Bukinje
- Portal Hrvata Bosne i Hercegovine Kapela
- Hrvatska riječ  Arhivirana inačica izvorne stranice od 29. studenoga 2018. (Wayback Machine) Unutrašnjost kapele
- Terin Rijeka  Arhivirana inačica izvorne stranice od 19. ožujka 2016. (Wayback Machine) Idejni projekt kapele
- Klix.ba SRNA: Identifikovane osobe koja su skrnavila kapelu Svetog Ante, 19. veljače 2012.